# Nakajama Júta
Nakajama Júta (中山 雄太) (Szaitama prefektúra, 1997. február 16. –) japán válogatott labdarúgó.

## Pályafutása

### Klubcsapatokban
A labdarúgást a Kashiwa Reysol csapatában kezdte. 76 bajnoki mérkőzésen lépett pályára és 6 gólt szerzett. 2019-ben a PEC Zwolle csapatához szerződött.

### Válogatottban
A japán U20-as válogatott tagjaként részt vett a 2017-es U20-as labdarúgó-világbajnokságon. 2019-ben debütált a japán válogatottban. A japán válogatott tagjaként részt vett a 2019-es Copa Américán. A japán válogatottban 5 mérkőzést játszott.

## Statisztika
| Japán válogatott | Japán válogatott | Japán válogatott |
| Időszak          | Mérk.            | gól              |
| ---------------- | ---------------- | ---------------- |
| 2019             | 1                | 0                |
| 2020             | 4                | 0                |
| Összesen         | 5                | 0                |